# Protostegidae
De Protostegidae zijn een familie van uitgestorven schildpadden die leefde tot het Laat-Krijt.
Alle soorten waren zeebewoners die soms zeer groot werden. Een voorbeeld is de tot vijf meter lange Archelon. De verschillende soorten hadden niet altijd een met hoornplaten verstevigd schild.
Het primitiefste lid was Santanachelys uit het Vroeg-Krijt.

## Geslachten
- † Archelon
- † Chelosphargis
- † Desmatochelys
- † Notochelone
- † Protostega
- † Rhinochelys
- † Santanachelys
- † Terlinguachelys

## Galerij

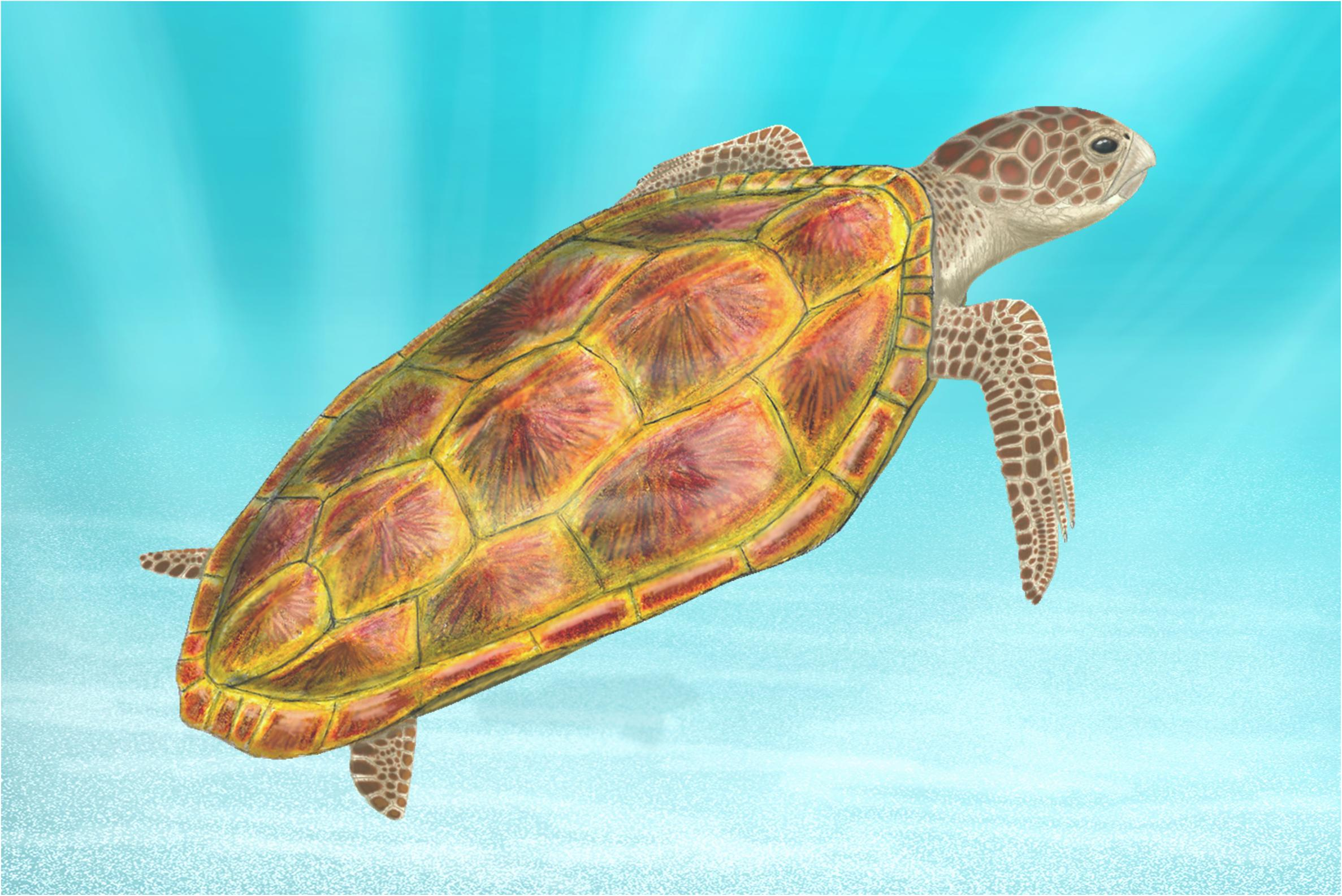
Santanachelys gaffneyi.
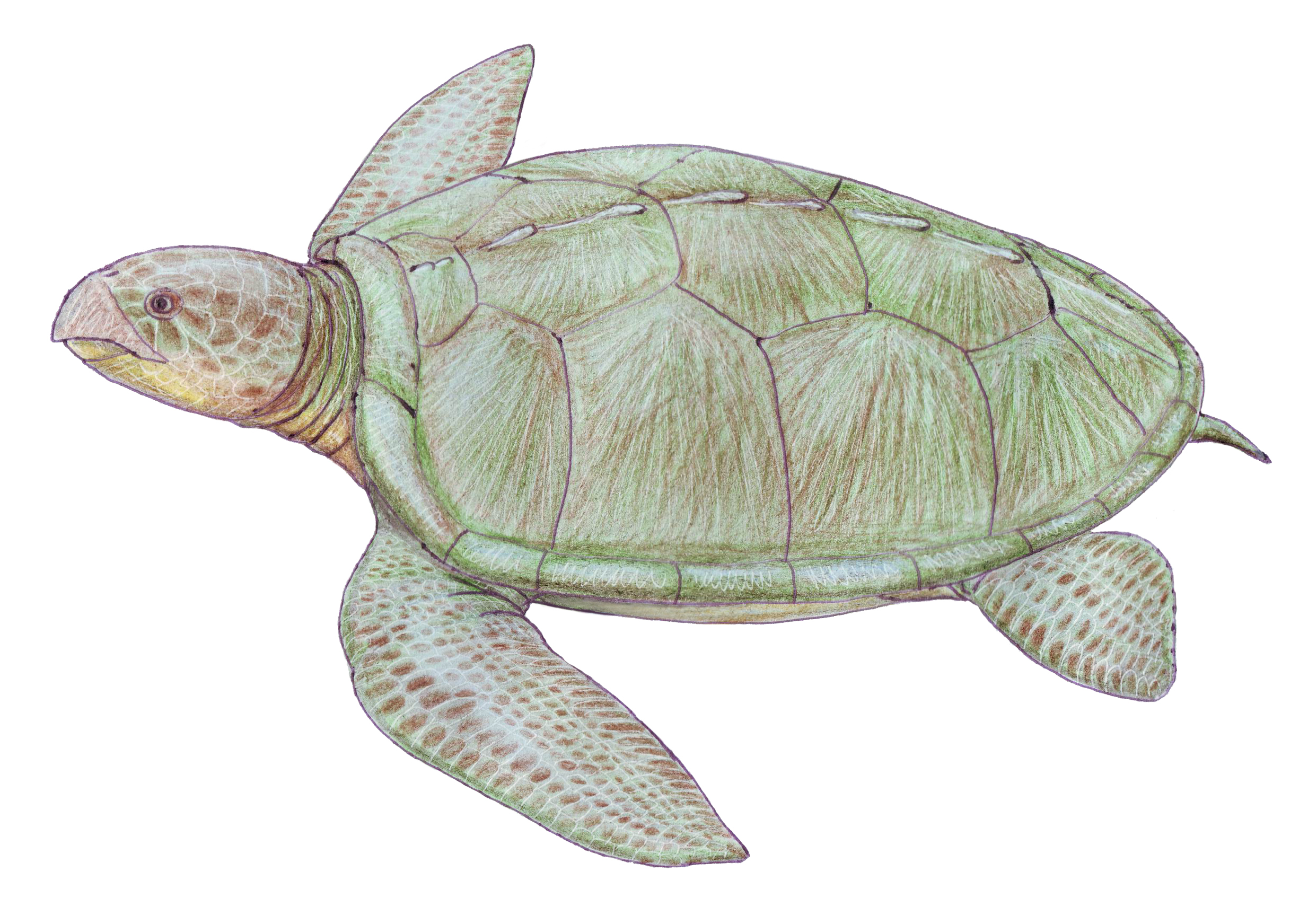
Notochelone costata.
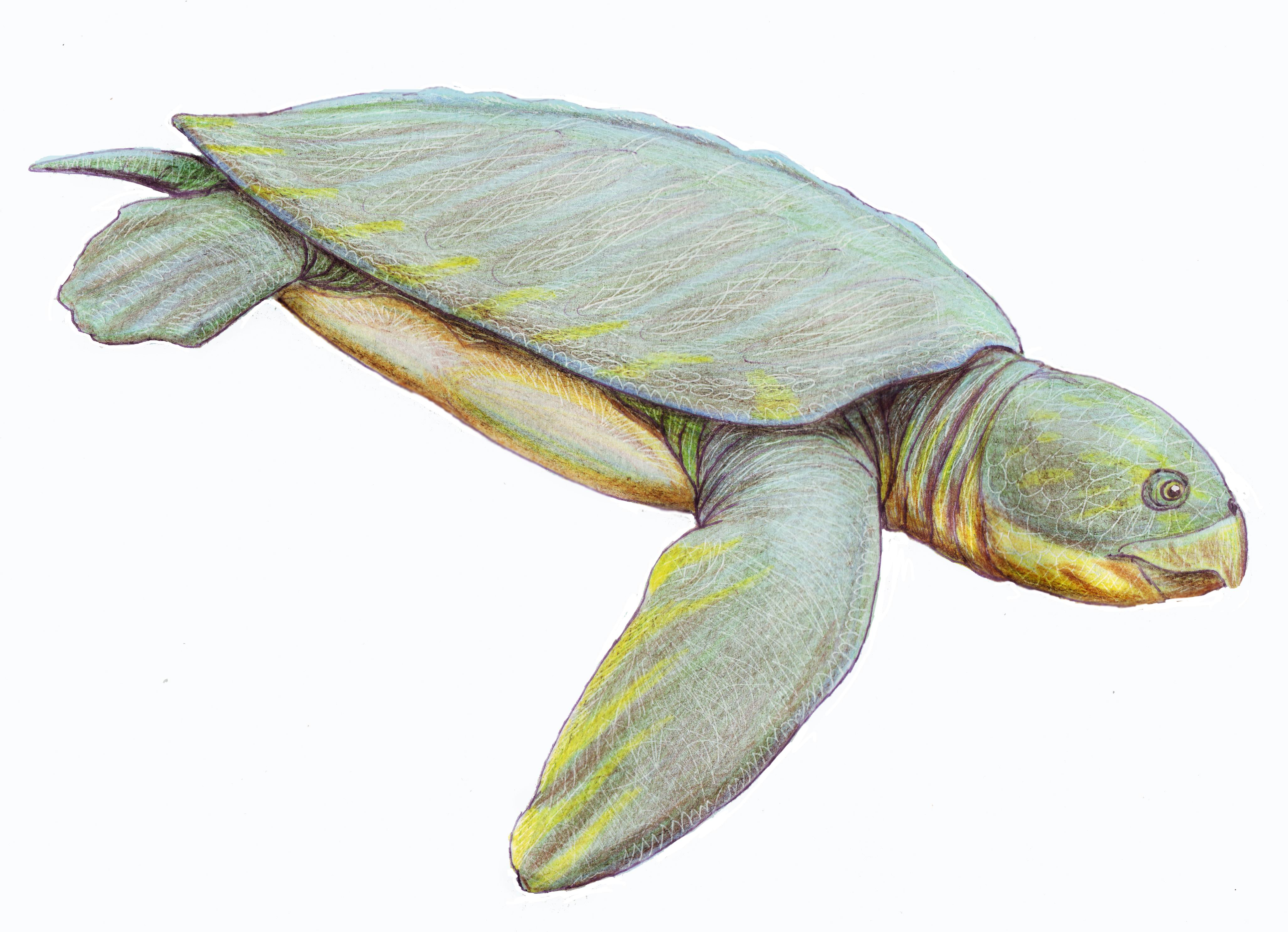
Protostega gigas.
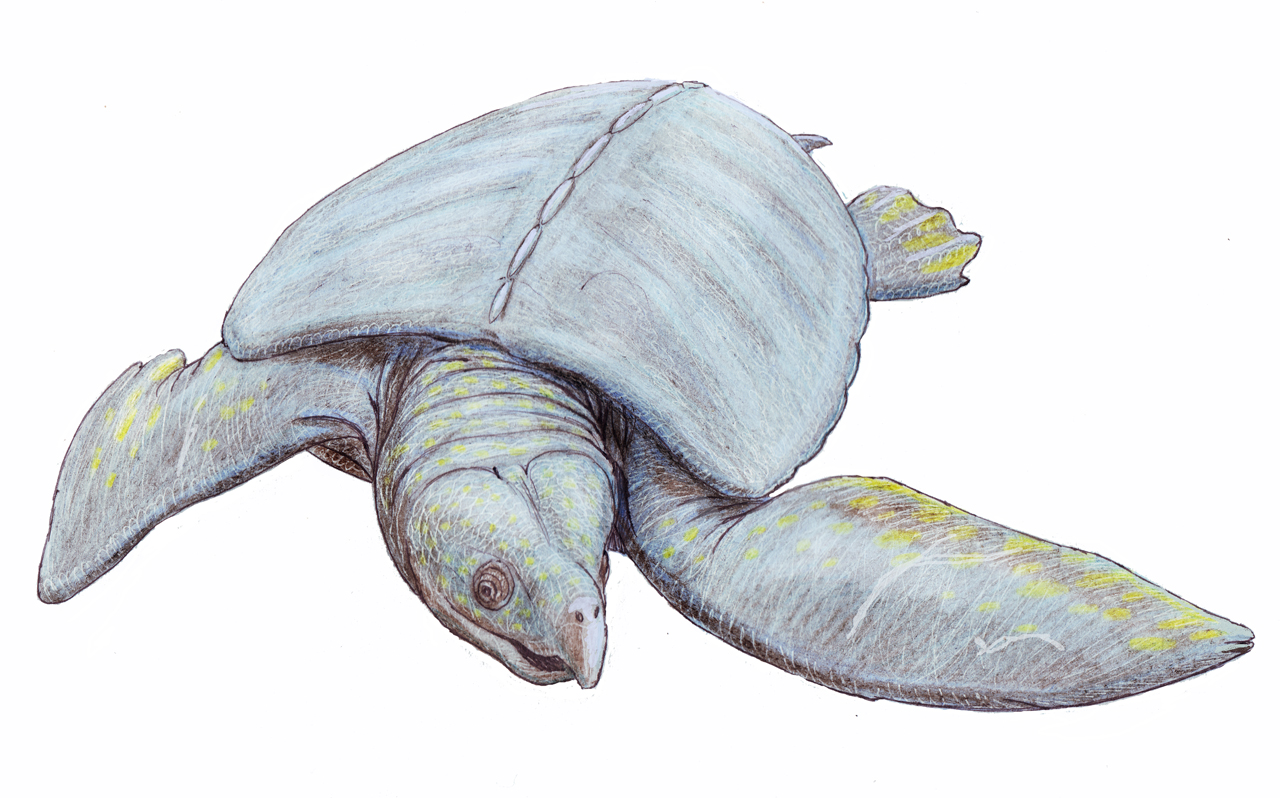
Archelon ischyros.